# Apol·loni de Roma
|  | Per a altres significats, vegeu «Apol·loni». |

Apol·loni de Roma o l'Apol·logista (Roma, mitjan s. II - 185) va ser un apologista i màrtir romà del segle ii, venerat com a sant per diverses confessions cristianes. No s'ha de confondre amb Apol·linar Claudi, també apologista del mateix període.

## Biografia
Hi ha quatre fonts que parlen de Sant Apol·loni de Roma: les actes del judici transcrites per Eusebi de Cesarea a la seva Història eclesiàstica; els capítols 40 i 42 de De viris illustribus de Jeroni d'Estridó, i dues versions de la Passio d'Apol·loni, una en grec i una altra en armeni.
Totes presenten Apol·loni com un patrici romà, senador i de gran intel·ligència, que practicava la filosofia. Va ésser denunciat com a cristià al prefecte Perenni. Per defensar-se, va llegir davant del senat un "remarcable volum" (segons Sant Jeroni) en el que feia l'apologia de la fe cristiana. Va ésser jutjat dos cops, pel prefecte i per un grup de senadors i juristes, però va ésser condemnat a mort.
Va morir el 185, durant el regnat de Còmode. Segons la passio armènia, decapitat; segons la grega, li van trencar les cames, juntament amb l'esclau que l'havia denunciat.

## Veneració
Apol·loni no figura als martirologis més antics. En l'Edat mitjana va ésser confós amb altres dos sants, Apol·lo d'Alexandria i l'Apol·linar que, amb Valentí, va ésser màrtir a Roma i se celebra el 18 d'abril. Això ha fet que sovint es trobi atribuïda la seva festivitat al 18 d'abril.